# Antari
Antari là một thị xã và là một nagar panchayat của quận Gwalior thuộc bang Madhya Pradesh, Ấn Độ.

## Nhân khẩu
Theo điều tra dân số năm 2001 của Ấn Độ, Antari có dân số 9534 người. Phái nam chiếm 53% tổng số dân và phái nữ chiếm 47%. Antari có tỷ lệ 53% biết đọc biết viết, thấp hơn tỷ lệ trung bình toàn quốc là 59,5%: tỷ lệ cho phái nam là 66%, và tỷ lệ cho phái nữ là 39%. Tại Antari, 16% dân số nhỏ hơn 6 tuổi.